# Mancomunidad Cabo de Peñas

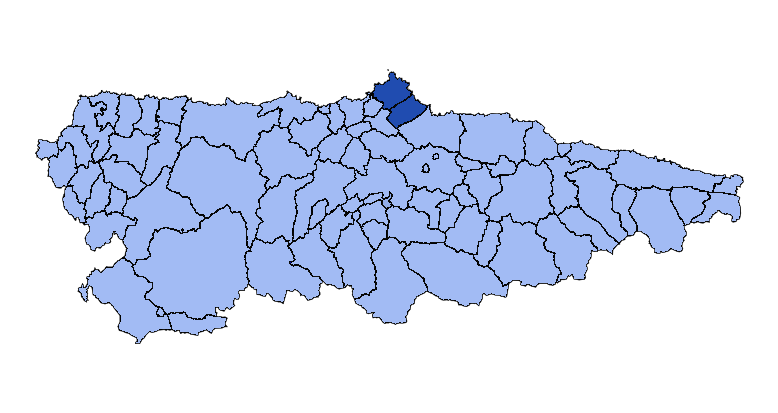
Vista de los concejos que forman la mancomunidad.

La Mancomunidad de Cabo de Peñas es una unión de municipios española, en la provincia norteña de Asturias. Comprende los concejos de:
- Carreño
- Gozón